# Махіянганая (підрозділ окружного секретаріату)
Підрозділ окружного секретаріату Махіянганая — підрозділ окружного секретаріату округу Бадулла, провінції Ува, Шрі-Ланка. Складається з 35 Грама Ніладхарі.